# Monument au Général Thys
 (août 2025).
Le Monument au Général Thys est un monument commémoratif situé à l'entrée du parc du Cinquantenaire à Bruxelles en Belgique.

## Localisation
Le monument se dresse à l'entrée ouest du parc du Cinquantenaire, le long de l'avenue de la Joyeuse Entrée, non loin du pavillon des passions humaines de Victor Horta.

## Historique
Le monument célèbre la mémoire du général Albert Thys (1849-1915), pionnier des entreprises coloniales belges au Congo, et fidèle auxiliaire du roi Léopold II de Belgique dans ces entreprises.
Conçu à partir de 1920 par le sculpteur Thomas Vinçotte, le monument est réalisé par son confrère Frans Huygelen et inauguré en 1926, soit après la mort de Vinçotte, décédé en 1925.
Il fait l'objet d'un classement au titre des monuments historiques depuis le 18 novembre 1976 au même titre que l'ensemble du parc du Cinquantenaire.

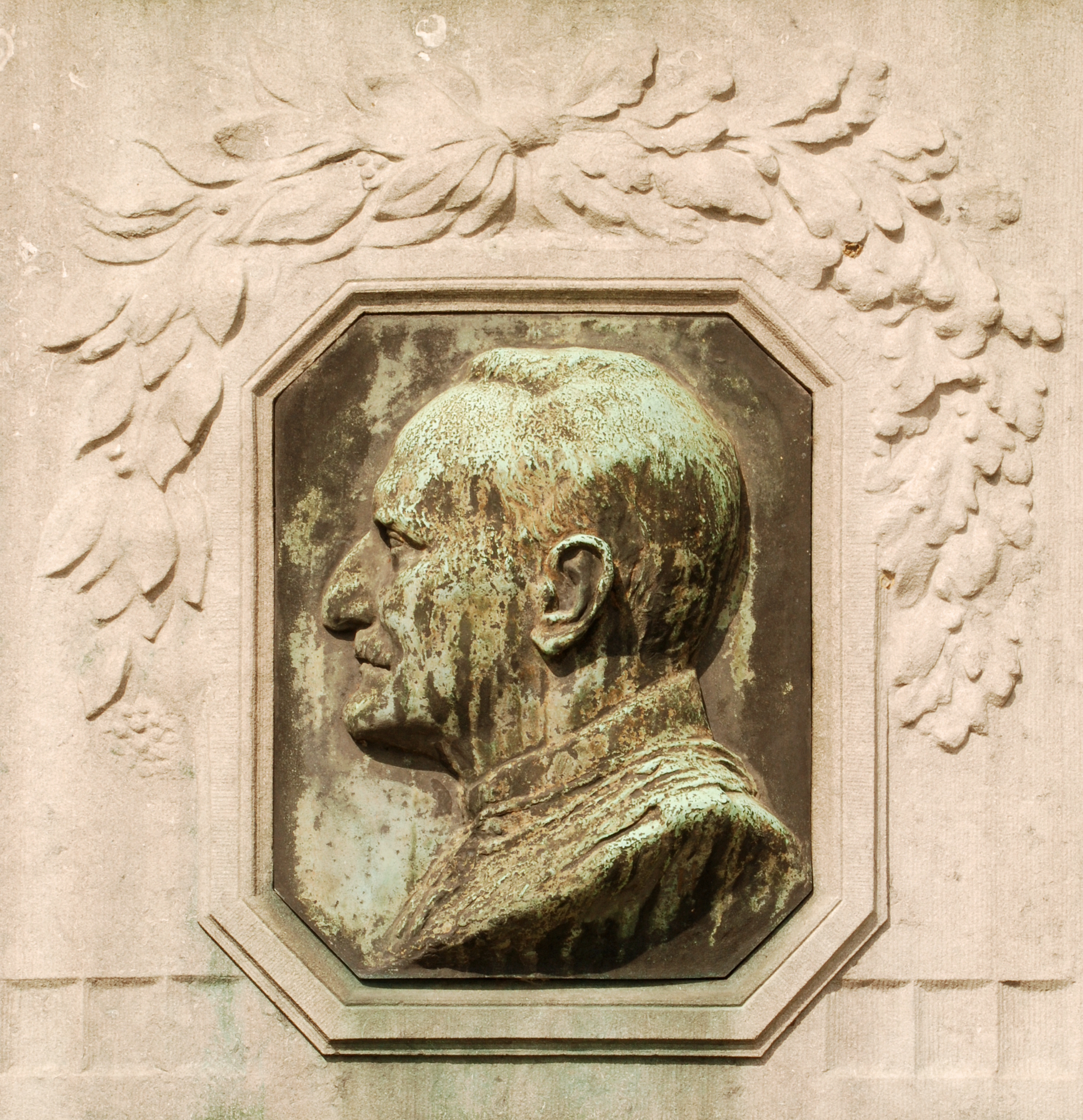
Portrait du général Thys.

## Description
Le monument est constitué d'un groupe en bronze représentant le Génie belge guidant le Congo représenté par une jeune femme noire portant une corne d'abondance, symbole des richesses du jeune état indépendant du Congo, propriété de Léopold II.
Ce groupe en bronze est porté par un piédestal en pierre de taille assemblée en grand appareil orné d'un médaillon représentant le portrait de profil du général, entouré d'une guirlande de laurier, à gauche, et d'une guirlande de chêne, à droite, symboles du mérite.
Le piédestal est sommé d'un entablement orné d'une discrète frise de perles et est flanqué de roues ailées, symboles rappelant le rôle joué par le général dans la promotion du chemin de fer dans la jeune colonie.

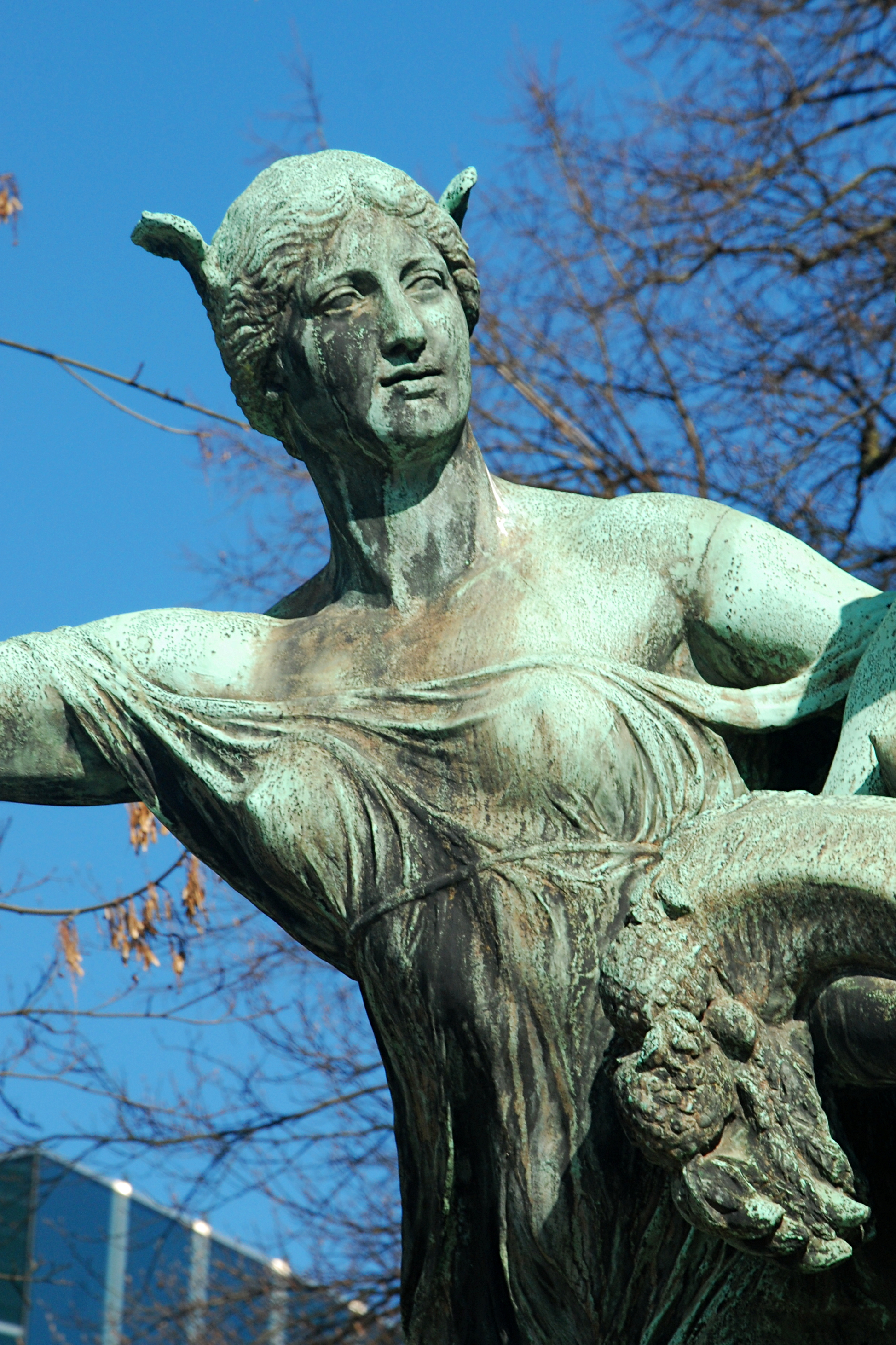
Le Génie belge.
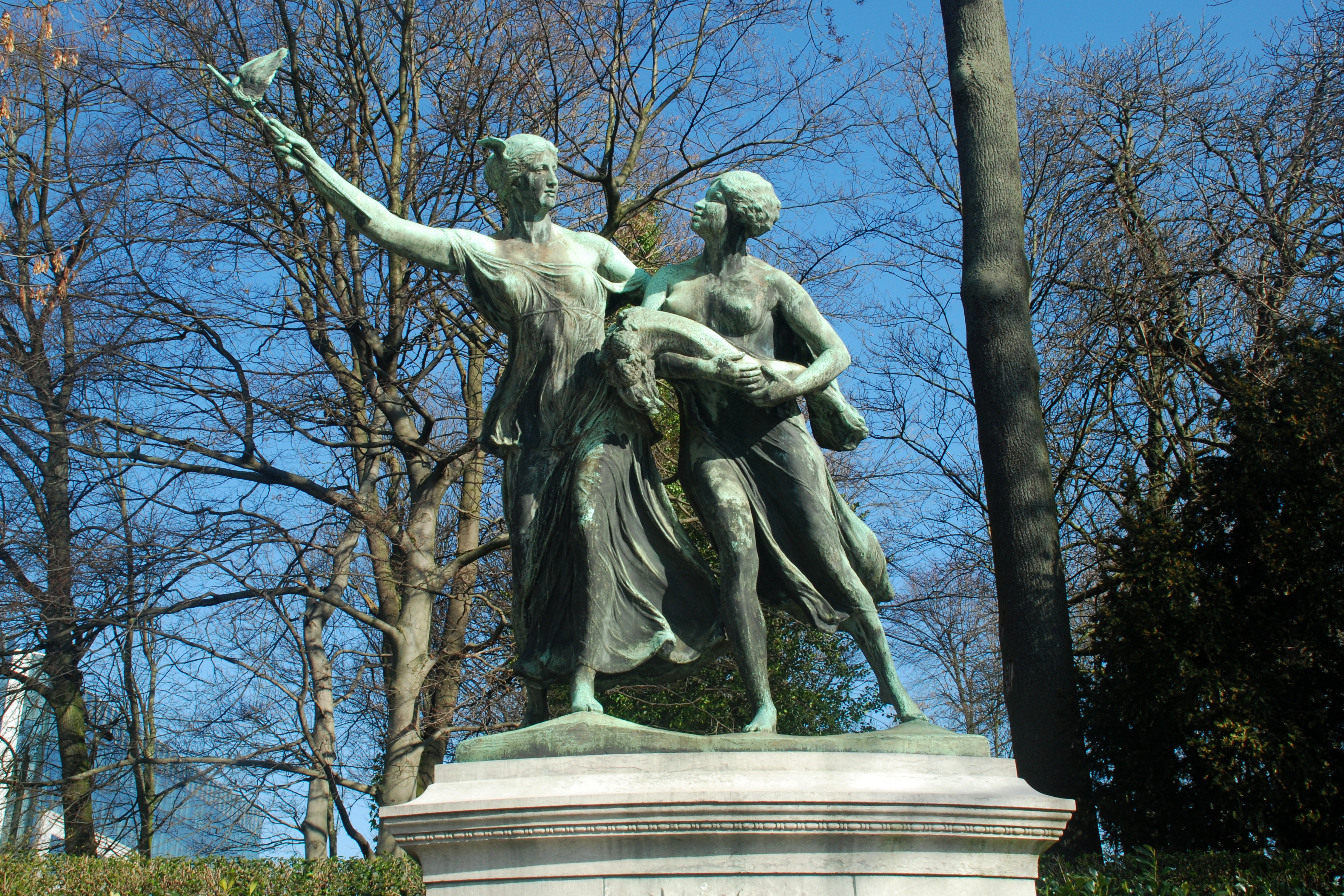
Le Génie belge guidant le Congo.
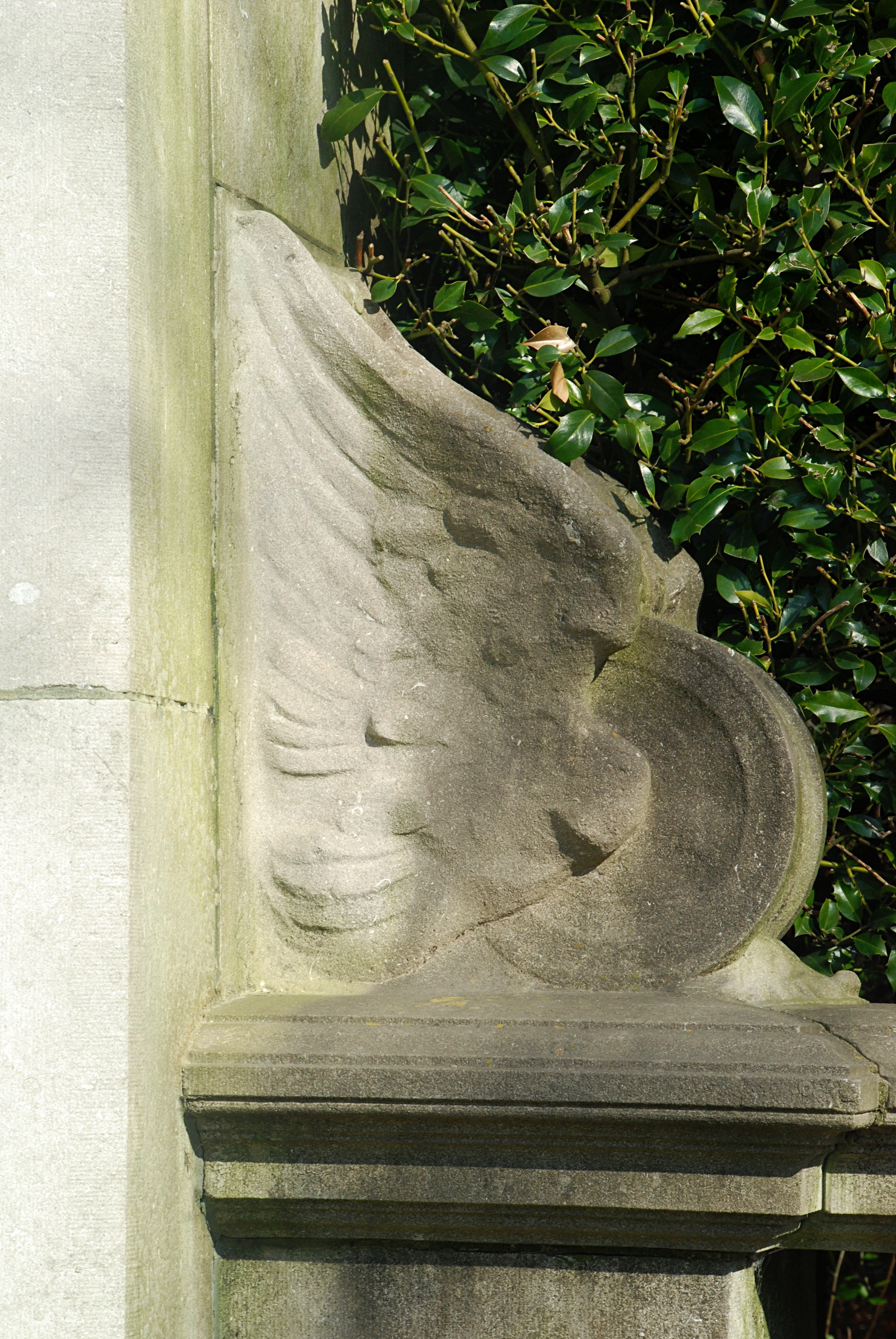
Roue ailée.

## Accessibilité
| ___ | Ce site est desservi par la station de métro : Schuman. |